# Myrhovník

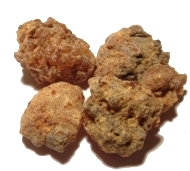
Surová myrha

Myrhovník (Commiphora) je rod z čeledi březulovitých, některé jeho druhy se využívají k produkci vonné pryskyřice – myrhy.

## Rozšíření
Myrhovník roste především v Africe včetně Madagaskaru, na Arabském poloostrově i v Indii. Vyskytuje se nejvíce v oblastech se suššími pozemky, poblíž pouští ale některé druhy však i přímo v tropickém prostředí.

## Popis
Myrhovník je většinou malý opadavý stromek nebo keř s krátkými větvičkami s trny. Kůra je hladká nebo trnitá. Má ve své kůře i dřevu kanálky s aromatickými pryskyřicemi. Malé lichozpeřené listy vyrůstají na krátkých větvičkách nebo internodiích. Jsou to rostliny většinou přizpůsobené k životu v suchém prostředí.
Obvykle trojčetné květy vykvétají ještě před listy a jsou seskupeny ve vrcholících, latách nebo se objevují jednotlivě. Petaly i sepaly mají po čtyřech lístcích, tyčinek je 4 nebo 8. Plody jsou peckovice, kulatého nebo vejcovitého tvaru, obsahují jedno nebo dvousemennou pecku.

## Využití
Myrha byla ve středověku společně s kadidlem nejvzácnější surovinou. Vzácná vonná pryskyřice se získává z naříznuté kůry kmene nebo větví některých druhů myrhovníků, odkud vytékají kapičky příjemně aromatické, žluté až červenohnědé, na vzduchu tuhnou a postupně tmavnou. Řez se provádí do poloviny tloušťky kůry, tj. asi do 7 mm. Strom v produktivním věku dává asi 1 kg pryskyřice ročně.
Ze stromu myrhovníku pravého (Commiphora myrrha) pěstovaného v Somálsku a Etiopii se získává nejkvalitnější myrha s názvem „herabol“, z myrhovníku (Commiphora kafar) (=Commiphora erythraea) pěstovaného na Arabském poloostrově myrha „bisabol“.
Myrha smíšená s kadidlem byla a stále je důležitou složkou náboženských obřadů, používá se jako obětina bohům. Ve starověkém Egyptě byla myrha nepostradatelnou součásti balzamování mumií. Má také zdravotnické účinky, hlavně antiseptické při ošetřování otevřených ran. Rozemletá kůra se používá proti malárii, zralé plody myrhovníků pomáhají proti břišnímu tyfu, bolestem břicha a zubů. Extrahované oleje se používají v parfémech a různých kosmetických přípravcích. Některé druhy rychle rostoucích myrhovníků se pěstují pro dřevo.

## Druhy
Rod myrhovník má asi 190 druhů, z toho 150 roste v Africe.
Mezi nejznámější patří již výše jmenované:
- myrhovník pravý (Commiphora myrrha) (Nees) Engl., 1883
- Commiphora kafar (Forssk.) Engl., 1883 =Commiphora erythraea (Ehrenb.) Engl., 1883

a potom ještě:
- Commiphora africana (A. Rich.) Engl., 1883
- Commiphora caudata (Wight et Arn.) Engl., 1883
- Commiphora corrugata Gillett et Vollesen, 1985
- Commiphora gileadensis (L.) C. Chr., 1922
- Commiphora guidottii Chiov., 1932
- Commiphora habessinica (O. Berg) Engl., 1883
- Commiphora madagascariensis Jacq., 1797
- Commiphora mossambicensis (Oliv.) Engl., 1883
- Commiphora schimperi (O. Berg) Engl., 1883
- Commiphora simplicifolia H. Perrier, 1944
- Commiphora wightii (Arn.) Bhandari, 1965 [5]